# Valonia ventricosa
Valonia ventricosa è un'alga che vive in zone tropicali e subtropicali. È uno dei più grandi organismi unicellulari. È dotata di più nuclei.

## Caratteristiche

### Ambiente
La Valonia ventricosa non forma gruppi, se non raramente. Vive soprattutto nei Caraibi e nell'Indocina. Vive fino a circa 80 metri di profondità.